# Canton de Salviac
Le canton de Salviac est une ancienne division administrative française située dans le département du Lot et la région Midi-Pyrénées.

## Géographie
Ce canton était organisé autour de Salviac dans l'arrondissement de Gourdon. Son altitude variait de 124 m (Salviac) à 355 m (Lavercantière) pour une altitude moyenne de 223 m.

## Administration

### Conseillers généraux de 1833 à 2015
| Période    | Période          | Identité                                  | Étiquette | Qualité |
| ---------- | ---------------- | ----------------------------------------- | --------- | --- |
| 1833       | 1853 (décès)     | Louis (de) Grandsault-Lacoste (1776-1853) |           | Maire de Salviac Président du Conseil Général                                                                                       |
| 1853       | 1861             | Jean-Joseph Izarn                         |           | Juge à Cahors |
| 1861       | 1878             | Emile Cuniac                              |           | Conseiller à la Cour Impériale d'Agen puis de Toulouse                                                                              |
| 1878       | 1892             | Georges Cuniac                            | Droite    | Propriétaire à Salviac |
| 1892       | 1901 (décès)     | Joseph Daffas                             | Rad.      | Médecin, maire de Salviac (1880-1882 et 1900-1901)                                                                                  |
| 1901       | 1908 (démission) | Jean Daffas                               | Rad.      | Avocat à Salviac |
| 1908       | 1910             | Jean-Henri Malbec                         | Rad.      | Docteur-médecin à Salviac |
| 1910       | 1940             | Léon-Henri Cambornac (1881-1957)          | Rad.      | Médecin Maire de Salviac Nommé membre de la Commission administrative départementale en 1941 Nommé conseiller départemental en 1943 |
|            |                  |                                           |           | |
| 1945       | 1957 (décès)     | Léon-Henri Cambornac                      | Rad.-RGR  | Médecin |
| 1957       | 1963 (démission) | Maurice Faure                             | Rad.      | Agrégé de l'Université Député (1951-1983) Maire de Prayssac (1953-1965) Ministre (1956-1958) Elu dans le Canton de Montcuq en 1963  |
| 5 mai 1963 | 1974 (décès)     | Jean Variot                               | Rad.-MRG  | Pharmacien - Maire de Salviac |
| 1974       | 1976             | Jean Desnos                               | DVD       | Médecin - Maire de Salviac |
| 1976       | 2015             | Yves Périé                                | PS        | Instituteur - Maire de Rampoux (1971-2008)                                                                                          |

### Conseillers d'arrondissement (de 1833 à 1940)
| Période                                  | Période      | Identité                                                          | Étiquette   | Qualité |
| ---------------------------------------- | ------------ | ----------------------------------------------------------------- | ----------- | --- |
| 1833                                     | 1845         | Denis Cuniac (1792-1869)                                          |             | Notaire, avocat, juge de paix à Salviac                                                                     |
| 1845                                     | 1848         | Antoine Louis Victor Gransault (de Gransault-Lacoste) (1778-1852) |             | Juge de paix à Salviac, avocat, propriétaire à Léobard                                                      |
|                                          |              |                                                                   |             | |
|                                          | 1886 (décès) | M. Couderc                                                        |             | |
| 1886                                     | 1901         | M. Couderc                                                        | Républicain | Docteur en médecine à Salviac                                                                               |
| 1901                                     | 1907         | M. Pécout                                                         | Républicain | Maire de Salviac                                                                                            |
| 1907                                     |              | M. Larnaudie                                                      | Radical     | |
|                                          |              |                                                                   |             | |
| av.1919                                  | 1925         | M. Delbouis                                                       | Radical     | Instituteur                                                                                                 |
| 1925                                     |              | Louis Delmas                                                      | Radical     | Directeur d'école, conseiller municipal de Dégagnac                                                         |
| 1940                                     |              |                                                                   |             | Les conseils d'arrondissement ont été suspendus par la loi du 12 octobre 1940 et n'ont jamais été réactivés |
| Les données manquantes sont à compléter. |              |                                                                   |             | |

## Composition
Le canton de Salviac groupait six communes et comptait 2 310 habitants (recensement de 1999 sans doubles comptes).
| Communes      | Population (2012) | Code postal | Code Insee |
| ------------- | ----------------- | ----------- | ---------- |
| Dégagnac      | 507               | 46340       | 46087      |
| Lavercantière | 183               | 46340       | 46164      |
| Léobard       | 181               | 46300       | 46169      |
| Rampoux       | 88                | 46340       | 46234      |
| Salviac       | 1 076             | 46340       | 46297      |
| Thédirac      | 275               | 46150       | 46316      |

## Démographie
| 1962  | 1968  | 1975  | 1982  | 1990  | 1999  | 2006  | 2011  | 2012  |
| ----- | ----- | ----- | ----- | ----- | ----- | ----- | ----- | ----- |
| 2 730 | 2 409 | 2 223 | 2 106 | 2 197 | 2 310 | 2 570 | 2 728 | 2 713 |